# 2443 Tomeileen
Tomeileen (asteróide 2443) é um asteróide da cintura principal com um diâmetro de 30,89 quilómetros, a 2,827339 UA. Possui uma excentricidade de 0,0596379 e um período orbital de 1 904,21 dias (5,22 anos).
Tomeileen tem uma velocidade orbital média de 17,17716021 km/s e uma inclinação de 11,4488º.
Esse asteróide foi descoberto em 24 de Janeiro de 1906 por Max Wolf.